# Sechelleptus variabilis
Espèce
Sechelleptus variabilis est une espèce de mille-pattes de la famille des Spirostreptidae, endémique de l'archipel des Comores.

## Répartition
Sechelleptus variabilis est endémique de l'archipel des Comores et se rencontre sur les îles de Mohéli, Anjouan et Mayotte).

## Description
Le corps est composé de 50 à 60 segments, et le milieu du corps a une largeur de 3 à 5 mm. La longueur des adultes est variable, les individus collectés mesurant de 25 à 80 mm,.

## Systématique
Le nom valide complet (avec auteur) de ce taxon est Sechelleptus variabilis VandenSpiegel (d) & Golovatch (d), 2007.
L'holotype de l'espèce a été collecté en mai 2003 sur l'île de Mohéli.

### Publication originale
- (en) Didier VandenSpiegel et Sergei Golovatch, « The millipedes from the Comoros Islands (Myriapoda, Diplopoda) », Journal of Afrotropical oology, Belgique, vol. 3,‎ 2007, p. 41–57 (ISSN 1781-1104).